# Odorrana tormota
Odorrana tormota är en groddjursart som först beskrevs av Wu 1977.  Odorrana tormota ingår i släktet Odorrana och familjen egentliga grodor. IUCN kategoriserar arten globalt som sårbar. Inga underarter finns listade i Catalogue of Life.